# موندو ایسپانیکو
موندو ایسپانیکو (اسپانیایی: Mundo Hispánico‎؛ معنای تحت‌اللفظی: «جهان اسپانیایی‌زبان») یک مجله فرهنگی و سیاسی ماهانه بود که بین سال‌های ۱۹۴۸ تا ۱۹۷۷ منتشر می‌شد. زیرعنوان مجله La revista de veintitrés países (به اسپانیایی: «مجله بیست‌وسه کشور») بود که نشان می‌داد مخاطبان آن تنها در اسپانیا نیستند، بلکه خوانندگان آمریکای لاتین را نیز شامل می‌شود. این مجله یکی از نشریاتی بود که از حکومت فرانکو حمایت می‌کرد.

## تاریخچه و معرفی
موندو ایسبانیکو در فوریه ۱۹۴۸ در مادرید راه‌اندازی شد. آلفردو سانچس بیا مؤسس این مجله بود که توسط مؤسسه فرهنگ اسپانیایی‌زبان (IHC) منتشر می‌شد. این دومین نشریه‌ای بود که توسط این مؤسسه راه‌اندازی شد. فرمت آن بزرگ بود و شامل عکس‌هایی تمام رنگی می‌شد. موندو ایسبانیکو در دسامبر ۱۹۷۷ و پس از انتشار شماره ۳۵۷ به فعالیت خود پایان داد.

## نویسندگان و محتوا
از نویسندگان اصلی موندو ایسبانیکو می‌توان به تونو، میگل میورا، لوپس روبیو، استبیتا، ماکسیمو، سبریان، منا، مونوآ، پیکازو، چومی چومس، سِسک، لوئیس مدرانو و زئوس اشاره کرد. انریکه اِرِروس نیز در این مجله فعالیت داشت و مسئول انتخاب طرح‌ها و نقاشی‌ها بود.
موضوعات متداول در موندو ایسبانیکو شامل گذشته استعماری امپراتوری اسپانیا، هنر و معماری کلاسیک و معاصر اسپانیایی، نوآوری‌های فنی، سینمای اسپانیا، مد و گاوبازی بود. این مجله شماره‌های ویژه‌ای را به شخصیت‌های برجسته فرهنگ اسپانیا مانند نقاش فرانسیسکو گویا اختصاص می‌داد. همچنین موندو ایسبانیکو به گزارش‌ها و نقدهای منفی دربارهٔ اسپانیا که در مجلات آمریکایی مانند لایف منتشر می‌شد، واکنش نشان می‌داد.